# Carbaminoemoglobina
La carbaminoemoglobina (detta anche carbo-emoglobina, o carbodiossi-emoglobina) è un composto che si forma normalmente nei globuli rossi a partire da emoglobina e CO2.
Nonostante i termini sembrino molto simili, è importante non confondere la carbaminoemoglobina con la carbossiemoglobina, che è il composto formato dal legame tra emoglobina e CO, in cui il CO si lega con grande forza al gruppo eme e gli impedisce di trasportare l'ossigeno.

## Struttura
Non è ancora chiaro dove esattamente la CO2 si leghi alla molecola di emoglobina per formare la carbaminoemoglobina, esistono due principali ipotesi.
- Quando aumenta la CO2 (a parità di O2) l'emoglobina reagisce con la CO2 formando carbaminoemoglobina e la sua capacità di trattenere l'ossigeno cala. Lo stesso risultato si ottiene osservando l'effetto opposto: la deossigenazione dell'emoglobina (a parità di CO2) aumenta la sua capacità di formazione di carbaminoemoglobina (Effetto Haldane). Queste osservazioni hanno fatto sospettare che la CO2 si potesse legare all'eme "cacciando" l'O2, un po' come fa il CO, ma con molta meno forza.
- Si è anche scoperto che tutte le proteine sono in grado di trasportare CO2 legandola ai gruppi amminici esposti (ad esempio l'N-terminale, o a catene laterali dell'amminoacido Lisina): le molecole risultanti sono spesso definite carbaminocomposti. Questo ha fatto immaginare che ciò sia vero anche per l'emoglobina (che è una proteina) ed è nata l'idea che quindi la CO2 non si leghi all'eme ma ai gruppi amminici della parte proteica dell'emoglobina (le 2 catene α e le 2 β) formando dei gruppi carbaminici (—NHCOOH) (da qui il nome carbamino-emoglobina). La reazione di formazione di un carbaminocomposto a partire da una proteina e da CO2 è:

(Proteina)—NH3+ + CO2 --> (Proteina)—NHCOOH + H+

## Funzione
La carbaminoemoglobina è una delle molte forme di trasporto dell'anidride carbonica all'interno dell'organismo per mezzo del sangue.
La CO2 ha diversi metodi di trasporto nel sangue. La maggior parte di essi sono resi possibili dai globuli rossi:
- Il 73% va ad unirsi all'acqua, grazie all'azione dell'anidrasi carbonica, formando l'anione HCO3-,che viene rilasciato nel sangue in cambio di dell'anione cloruro Cl- e dello ione H+, che invece si lega perifericamente all'emoglobina e se ne scinderà solamente quando l'ossigeno si legherà al ferro. La reazione chimica in questione è la seguente: CO2 + H2O --> H2CO3 --> HCO3- + H+.
- Un'altra porzione pari al 5% rimane direttamente sciolta nel globulo rosso.
- Il rimanente 21% si lega sotto forma di COO- ad uno dei gruppi amminici dell'emoglobina (che infatti è una proteina, quindi avrà gruppi positivi e gruppi negativi), dando la carbaminoemoglobina; per mezzo della seguente reazione: CO2 + emoglobina-NH3+ --> carbaminoemoglobina-NH2+ + H+).